# Wilhelmina von Bremen
Wilhelmina von Bremen, född 13 augusti 1909 i San Francisco, död 23 juli 1976 i Alameda, Kalifornien, var en amerikansk friidrottare.
Hon blev olympisk mästare på 4 x 100 meter vid olympiska sommarspelen 1932 i Los Angeles.